# Adalbertus Samaritanus
Adalbertus Samaritanus (auch Albertus Samaritanus, Adalbertus von Samaria; * Ende des 11. Jahrhunderts in Bologna; † wohl vor 1150 ebenda) veröffentlichte als erster mittelalterlicher Autor eine Lehrschrift über die Ars dictandi. Außer seiner Abstammung von der Familie Samaritani in Bologna ist über sein Leben kaum Genaues bekannt. Seine Tätigkeit als Lehrer der Rhetorik an einer Schule für Bürger, die nicht dem geistlichen Stand angehörten, kann in die erste Hälfte des 12. Jahrhunderts gesetzt werden.
Die Praecepta dictaminum entstanden zwischen 1111 und 1115. Außer den allgemeinen Anweisungen für die Gestaltung des Briefstils, der auch Urkunden betrifft, enthalten sie einen Anhang mit zwanzig Musterbriefen, darunter solche Kaiser Heinrichs V. und der Päpste Paschalis II. und Gregor der Große. Adalbertus geht über die rhetorischen Lehren des Alberich von Montecassino hinaus, von denen er sich deutlich unterscheidet, die er aber oft verwendet.

## Ausgabe
- Franz-Josef Schmale: Adalbertus Samaritanus. Praecepta dictaminum. Weimar 1961 (MGH Quellen zur Geistesgeschichte des Mittelalters 3) Digitalisat